# Babia Góra (Ostrołęka)
Babia Góra – przysiółek wsi Ostrołęka  w Polsce, położony w województwie mazowieckim, w powiecie radomskim, w gminie Przytyk.
W latach 1975–1998 przysiółek należał administracyjnie do województwa radomskiego.